# Valtajeros
Valtajeros è un comune spagnolo di 25 abitanti situato nella comunità autonoma di Castiglia e León.
Il comune comprende la località disabitata di Torretarrancho.